# كارولي مولنار
كارولي مولنار (بالمجرية: Molnár Károly)‏ هو مهندس مجري، ولد في 24 فبراير 1944 في بودابست في المجر، وتوفي بنفس المكان في 23 يوليو 2013.